# (1108) Déméter
Pour les articles homonymes, voir Déméter (homonymie).
(1108) Déméter (officiellement (1108) Demeter) est un astéroïde de la ceinture principale, découvert le 31 mai 1929 par l'astronome allemand Karl Wilhelm Reinmuth depuis l'observatoire du Königstuhl.
Sa dénomination provisoire était 1929 KA.
Il est nommé en référence à Déméter, déesse des moissons et de l'agriculture dans la mythologie grecque.

## Nomenclature en langue grecque
La déesse grecque Déméter correspond à la déesse romaine Cérès, or quand le nom de (1) Cérès a été établi, son nom en grec a été traduit comme Déméter (Δήμητρα, Dêmētra), utilisant donc la langue grecque classique au lieu de la forme latine. Lorsque le nom (1108) Déméter a à son tour été utilisé, cela a donc créé un problème, qui a été résolu en utilisant une forme archaïque du nom pour le nouvel objet : Δημήτηρ (Dēmêtēr). 
De leur côté, les langues slaves telles le russe avaient adopté Cerera pour nommer (1) Ceres. Elles ont donc pu utiliser la forme grecque classique Demetra pour (1108) Déméter.